# 1545
1545 (MDXLV) a fost un an comun al calendarului iulian, care a început într-o zi de joi.

## Nașteri
- 13 aprilie: Elisabeta de Valois, soția lui Filip al II-lea al Spaniei (d. 1568)
- 27 august: Alessandro Farnese, Duce de Parma (d. 1592)

## Decese
- 12 iulie: Maria Manuela, Prințesă de Portugalia  (n. 1527)
- 24 septembrie: Albrecht de Brandenburg arhiepiscop, principe elector al Sfântului Imperiu Roman (n. 1490)
- 15 iunie: Elisabeta de Austria (1526-1545)  (n. 1526)
- 1 august: Juan Pardo de Tavera preot spaniol (n. 1472)
- dată necunoscută: Radu Paisie domn al Țării Românești (n. 1500)
- dată necunoscută: Ruxandra Basarab  (n. ?)